# Apseudes deltoides
Apseudes deltoides är en kräftdjursart som beskrevs av Barnard 1914. Apseudes deltoides ingår i släktet Apseudes och familjen Apseudidae. Inga underarter finns listade i Catalogue of Life.